# Парламентские выборы во Франции (1816)
Парламентские выборы во Франции 1816 года проходили 25 сентября и 4 октября. Избирательным правом обладали только налогоплательщики. В первом туре все участвовали в избрании 3/5 депутатского состава. Во втором туре остальные 2/5 парламента избирались теми, кто платил более высокие налоги.

## Результаты
| Партия                       | Места |
| ---------------------------- | ----- |
| Умеренные роялисты           | 136   |
| Ультрароялисты               | 92    |
| Республиканцы и бонапартисты | 20    |
| Либералы / левые             | 10    |
| Всего                        | 258   |